# Thomas Korsgaard
Thomas Korsgaard (født 28. februar 1995 i Viborg) er en dansk forfatter. Han debuterede i 2017 med romanen Hvis der skulle komme et menneske forbi, en bog, der er delvist inspireret af hans egen opvækst. Den blev efterfulgt af En dag vil vi grine af det i 2018, og i 2021 udkom den tredje og sidste bog i trilogien om hovedpersonen Tue, Man skulle nok have været der, som blev belønnet med De gyldne laurbær. 
I 2019 udgav han novellesamlingen Tyverier, i 2020 børnebogen Minimund, skrevet i samarbejde med Frida Brygmann. Hans første to romaner er tilsammen solgt i over 100.000 eksemplarer.
I 2023 er de første bøger i forfatterskabet blevet udgivet i både Sverige og Norge, hvor det er ligeledes er blevet modtaget godt af både læsere og anmeldere. “Boka er et sant mesterverk,” skrev eksempelvis norske Dagbladet om den første bog og gav den seks stjerner.

## Biografi
Korsgaards debutroman Hvis der skulle komme et menneske forbi roterer om hovedpersonen, Tue, som er modelleret over Korsgaard selv. Romanen foregår i Nørre Ørum, som er den samme landsby som den han selv er vokset op i. Romanen blev vel modtaget af anmeldere og rost af blandt andre Suzanne Brøgger og daværende statsminister Lars Løkke Rasmussen.
I 2018 kom opfølgeren En dag vil vi grine af det som ligesom forgængeren fik en flot modtagelse. Bogen blev nomineret til Læsernes Bogpris og Edvard P. prisen
I 2019 debuterede Korsgaard som novelleforfatter med samlingen Tyverier, der på få uger blev trykt i flere oplag og en anmelder kaldte den hans hidtil bedste bog. Den er solgt til udgivelse i flere lande.
Korsgaard har kortvarigt studeret Nordisk sprog og litteratur ved Aarhus Universitet, men færdiggjorde ikke uddannelsen. Før sin debut arbejdede han i Politikens Boghal, som handicapmedarbejder og telefonsælger.
I 2020 udkom børnebogen Minimund, som Korsgaard var medforfatter på i samarbejde med Frida Brygmann, og i maj 2021 udkom romanen Man skulle nok have været der, den tredje og sidste roman i serien om hovedpersonen Tue.
Korsgaard modtog i februar 2022 De Gyldne Laurbær for sin roman Man skulle nok have været der.

## Udgivelser
- 2017 – Hvis der skulle komme et menneske forbi (roman)
- 2017 – Splitterravende (dramatik)
- 2018 - En dag vil vi grine af det (roman)
- 2019 - Tyverier (novellesamling)
- 2020 – Minimund (børnebog, med Frida Brygmann)
- 2021 – Man skulle nok have været der (roman)
- 2021 – Tyggegummidamen og andre historier (børnebog, med Frida Brygmann)
- 2021 – Trilogien om Tue (samlet udgave af romanerne Hvis der skulle komme et menneske forbi, En dag vil vi grine af det og Man skulle nok have været der)
- 2023 – Bien fra Malta (børnebog, med Frida Brygmann)

## Priser og hæder
- Modtager af arbejdslegat fra Statens Kunstfond.
- KGL Dansk på Det Kongelige Teater i efteråret 2016.[16]
- Modtager af Otto B. Lindhardt-prisen 2021.
- Modtager af De Gyldne Laurbær 2021 for romanen Man skulle nok have været der.[15]